# Église Saint-Martin de Coulaures
L'église Saint-Martin est une église catholique située dans la commune française de Coulaures, département de la Dordogne, en région Nouvelle-Aquitaine.

## Historique
L’église a été érigée au cœur du bourg, au centre du vieux cimetière, (CAD. D
106)
L’édifice a été agrandi aux XVe siècle et XVIe siècle par deux chapelles septentrionales.
L’église, de culte catholique relève de la Paroisse Saint Jacques du Causse et du diocèse de Périgueux et Sarlat.

## Protection
L'église a fait l'objet d'une inscription sur l’inventaire supplémentaire des monuments historiques par arrêté du 12 octobre 1948.
Son intérêt architectural a été signalé par les services du ministère de la culture dès 1992.

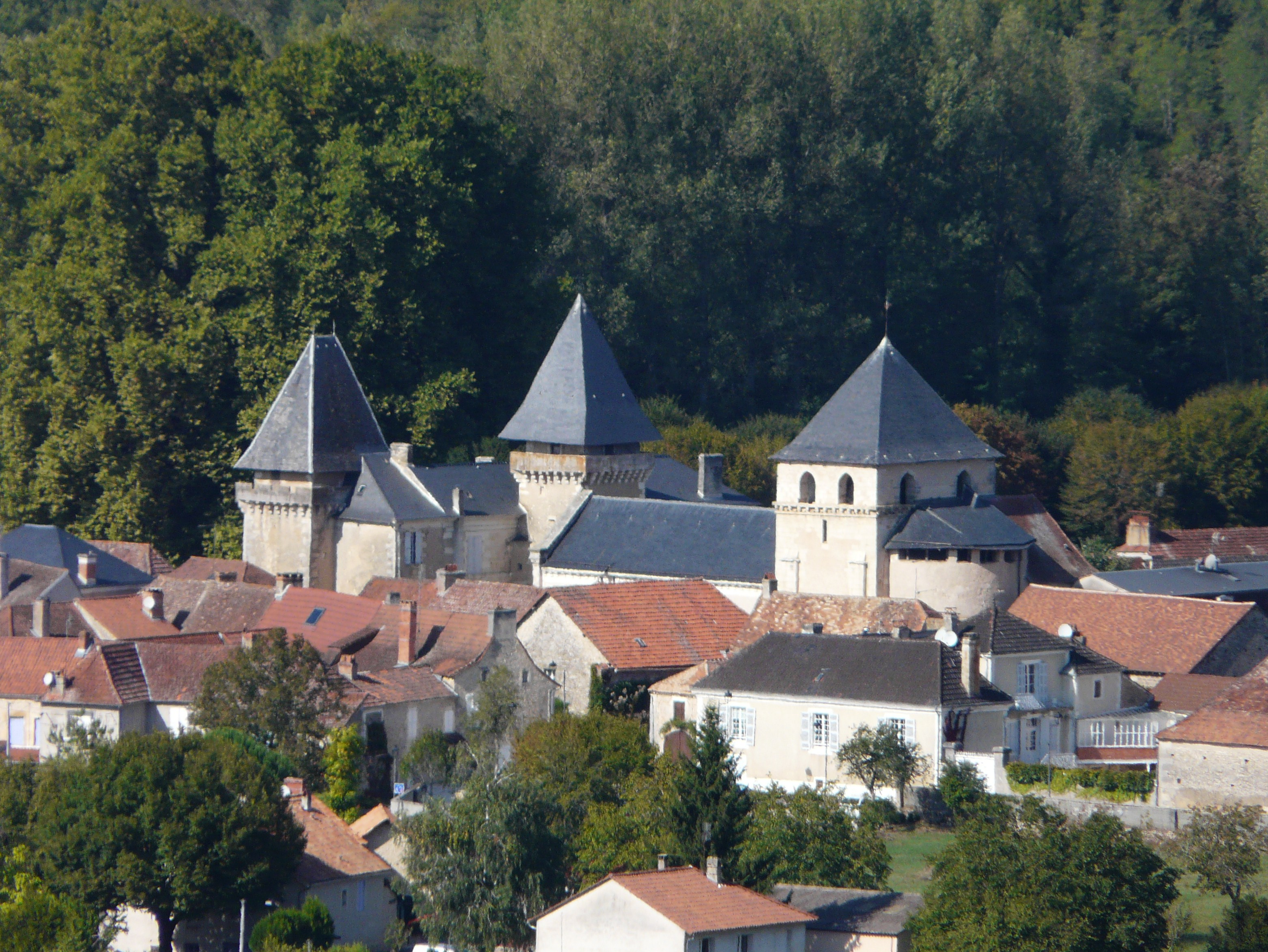
Le château de Conty et l'église dans le bourg de Coulaures.
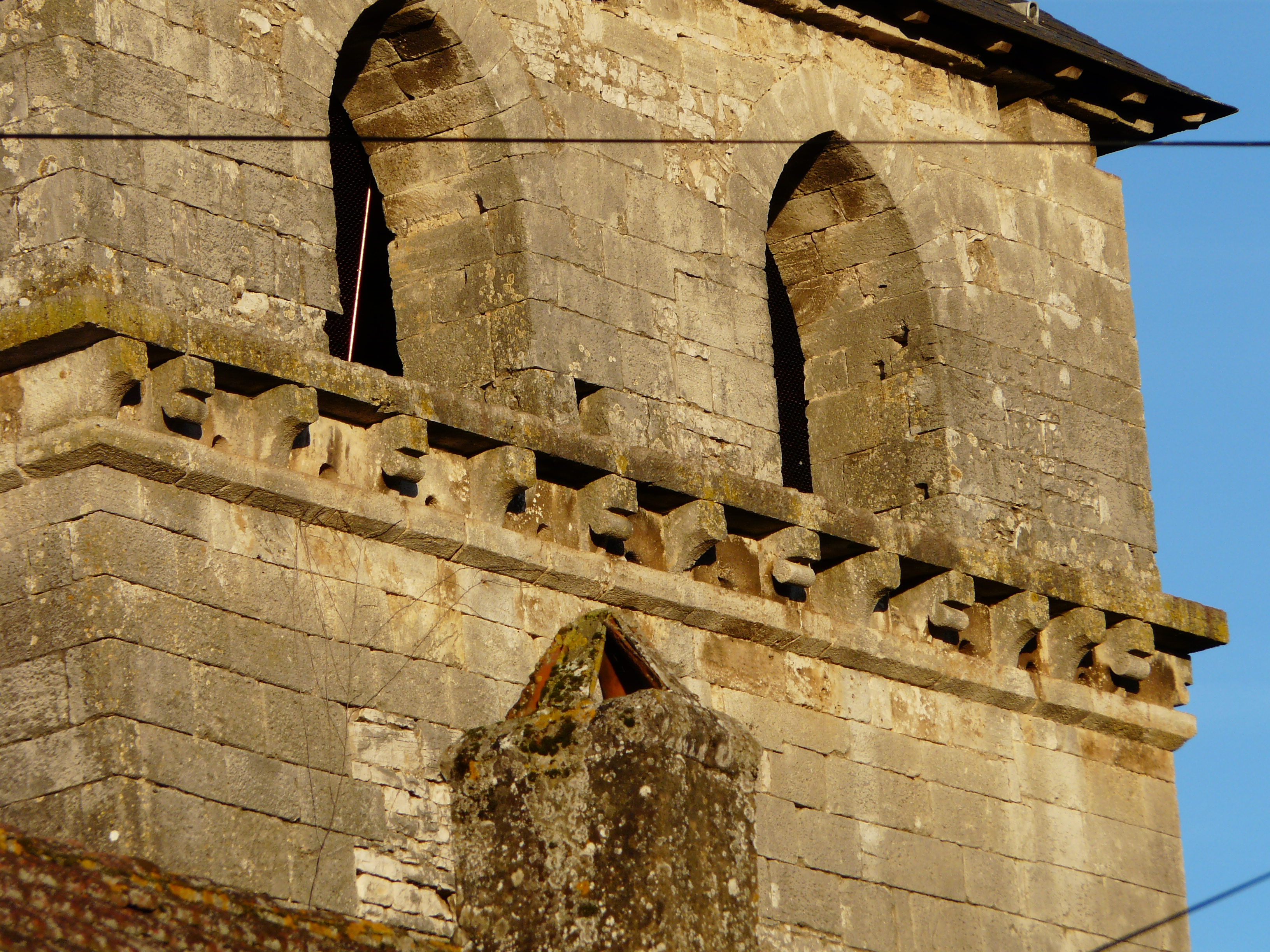
Clocher.

## Architecture
Le porche est en plein cintre, souligné de pointes de diamant.
La partie inférieure du portail est du XIIe siècle, ainsi que le clocher, l'abside et la nef constituant la partie médiévale de l'édifice.
Le chœur est arrondi avec des ouvertures romanes bouchées et colonnettes engagées et des chapiteaux ornés de personnages, d'animaux fantastiques et d'entrelacs datant du XIIe siècle.
L’abside a été surélevée et couronnée de merlons pour assurer la défense de l’édifice dominée par le clocher formant tour de guet.
L'église a fait l’objet d’agrandissements par deux chapelles, aux XVe siècle (par les Duret) et XVIe siècle (par le curé Colombier),.
Les chapiteaux de la coupole s'ornent de personnages, d'animaux fantastiques et d'entrelacs.
La coupole octogonale sous clocher à ouverture en plein cintre et à double larmier, repose sur des corbeaux.
La fresque dans le chœur, derrière l’autel date du XIVe et XVe siècles ?.
D’importants travaux de restauration ont été réalisés, sous la maîtrise d’œuvre de Martine Ramat Architecte DPLG, et ont été achevés en 2016.

## Mobilier
Retable en bois polychrome et doré du XVIIIe siècle.
Éléments inscrits au titre des objets mobiliers :
- Tableaux[13] :

Tableau Mise au tombeau,
Tableau et son cadre Descente de croix,
Tableau Nativité,
Tableau Crucifixion.
- Chaire à prêcher du XIXe siècle[18].

- Croix de procession[19].

- Cloche du XVIIe siècle.

- 3 pierres tombales[20].

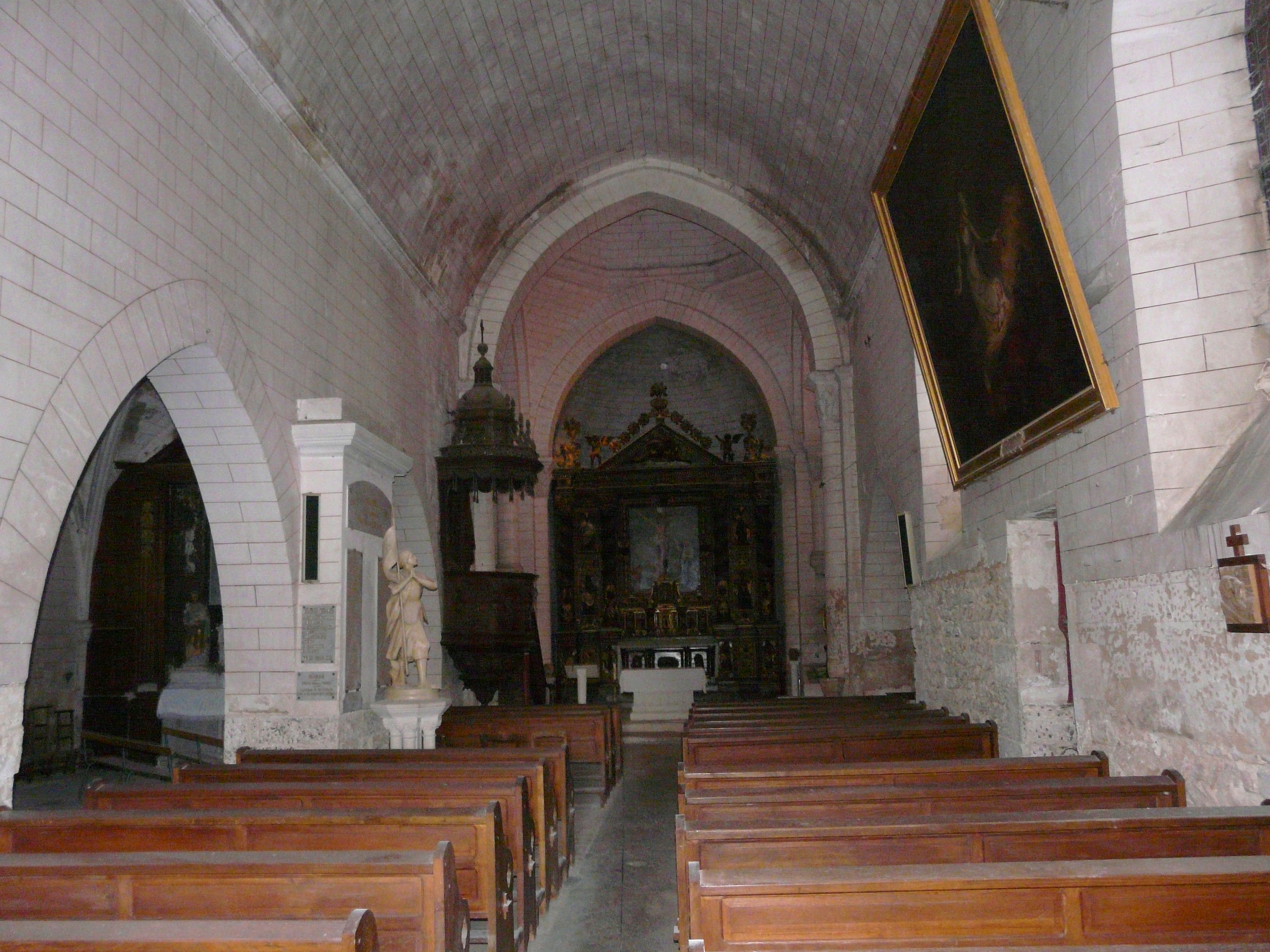
La nef.
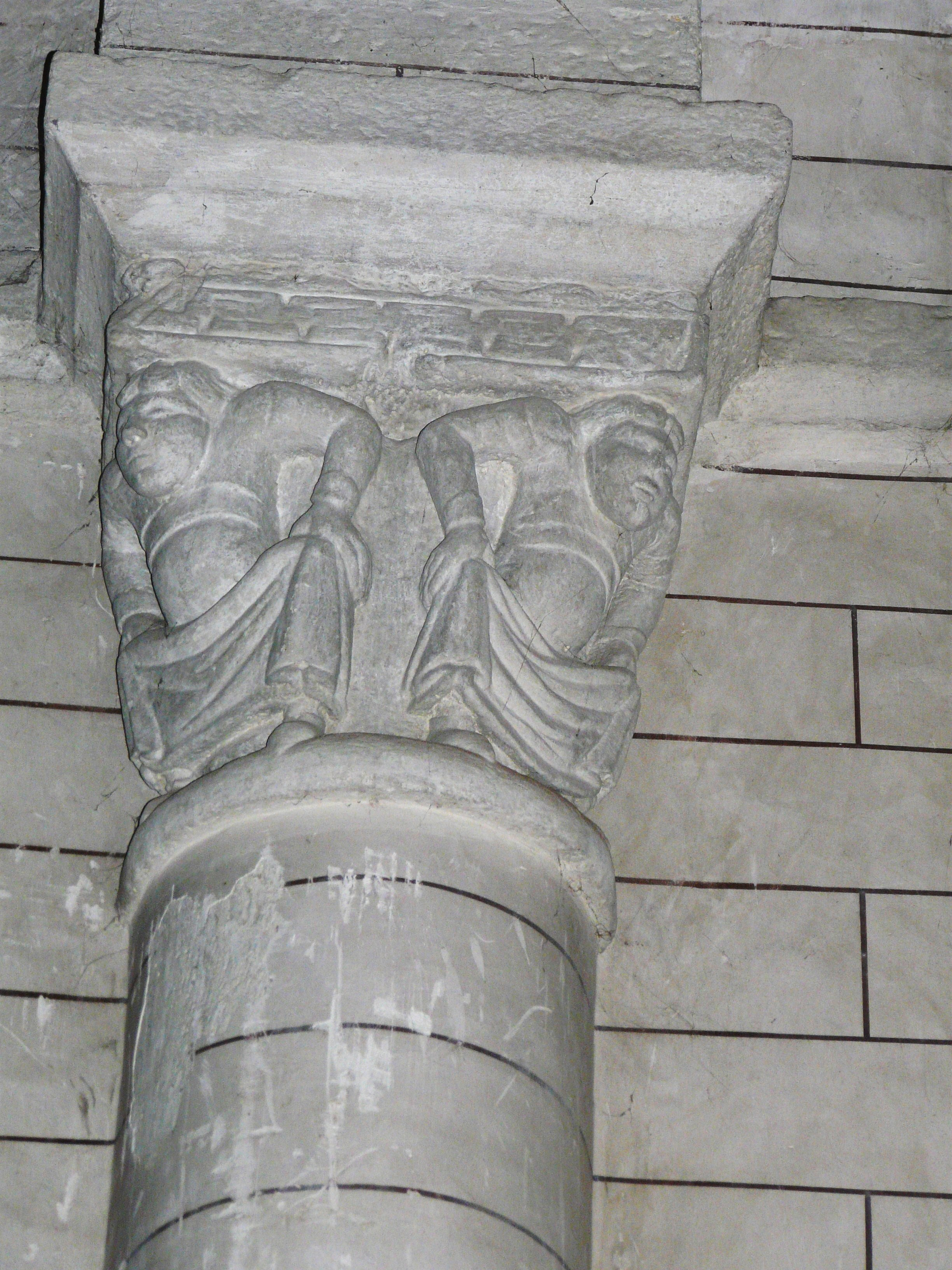
Chapiteaux.
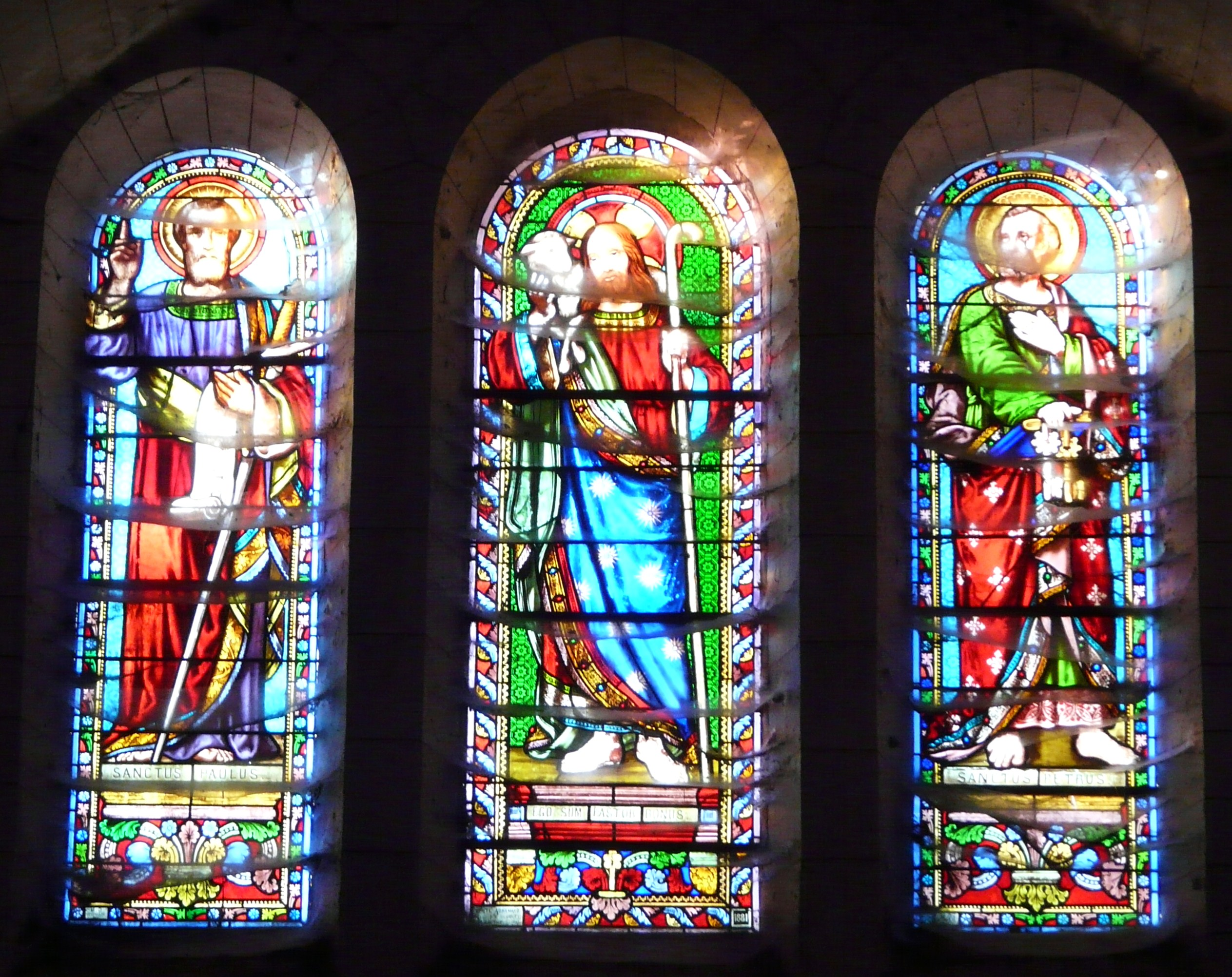
Triptyque des vitraux au-dessus du portail. Jésus, le Bon Pasteur, entre saint Paul à gauche et saint Pierre.
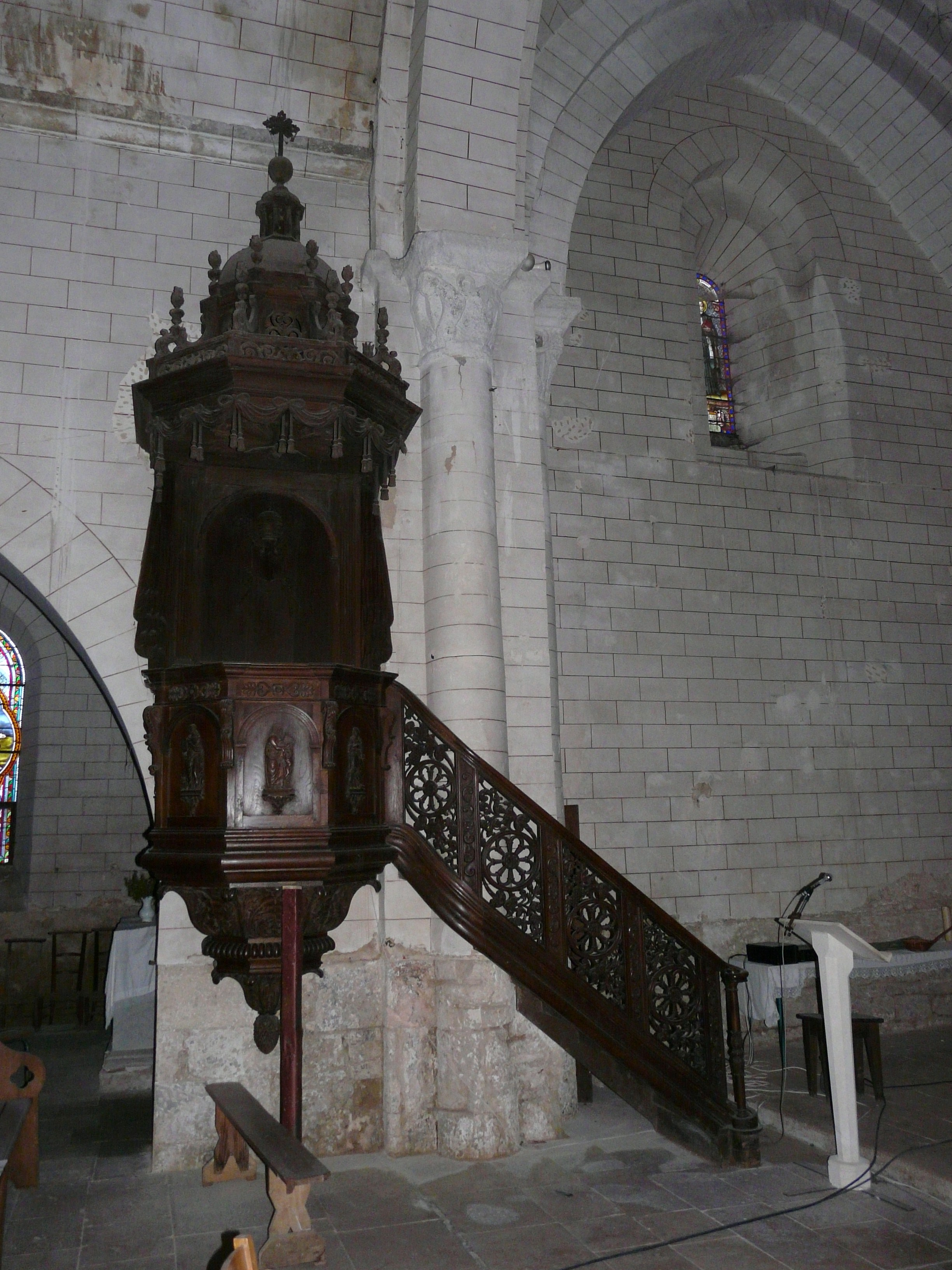
La chaire.

## Vitraux
Au XIXe siècle, la façade restructurée a reçu de nouveaux vitraux.